# Iglesia de San Miguel (Songyae)
La Iglesia de San Miguel (en tailandés: วัดอัครเทวดามีคาแอล) es una iglesia parroquial católica en el pueblo de Ban Nong Songyae, subdistrito Kham Toei, en el distrito Charoen, provincia de Yasothon en Tailandia.
Las primeras cinco familias a establecerse en Ban Nong-Song-Yae llegaron en 1908, algunos de las cuales habían sido acusadas en sus antiguos hogares de estar "poseídos" por los fantasmas. La noticia de un sacerdote católico en Ban-Sae-Song llegó a los aldeanos, y cuatro de ellos se reunieron con los religiosos. Dos de ellos empezaron a turnarse haciendo visitas mensuales, permaneciendo cuatro o cinco días para enseñar a la gente la fe católica. Pronto se pidió que un refugio temporal fuese construido para ellos, y en 1909 este refugio se convirtió en la primera capilla en Ban Nong-Song-Yae. En 1913, el pueblo y la congregación aumentaron a quince familias. A medida que paso el tiempo el número de fieles siguió creciendo y la iglesia fue reconstruida varias veces.